# Albatros L 56
L'Albatros L 56 era un aereo da trasporto monomotore biplano, sviluppato dall'azienda aeronautica tedesca Albatros Flugzeugwerke GmbH nei primi anni venti e rimasto allo stadio progettuale.

## Storia del progetto
Con il termine della prima guerra mondiale, dopo la stesura del Trattato di Versailles del 1919, l'aviazione dell'oramai smembrato Impero tedesco era stata drasticamente ridotta e i voli, dopo un iniziale divieto, poterono essere ripresi dopo qualche tempo ma limitatamente ai servizi di trasporto civile. La timida rinascita del mercato dell'aviazione nella neofondata Repubblica di Weimar indusse alcune aziende a sviluppare nuovi modelli espressamente progettati per sostituire i pochi velivoli residuati bellici convertiti a tale scopo.
L'Albatros avviò un progetto riguardante un velivolo dalla configurazione alare biplana e cabina di pilotaggio aperta, soluzioni tecniche oramai obsolete rispetto ai progetti presentati e sviluppati dalle aziende concorrenti nello stesso periodo, i monoplani tedeschi Junkers F 13 e Sablatnig P.III e l'ora olandese Fokker F.II. La consapevolezza dell'impossibilità di competere con dei velivoli più avanzati ebbe come conseguenza l'abbandono dello sviluppo del progetto.